# 卡緬斯基狸藻節
卡緬斯基狸藻節（学名：Utricularia sect. Kamienskia）為狸藻屬下的一節。其下2種都为极小型的苔蘚生岩生食虫植物。彼得·泰勒於1986年描述了卡緬斯基狸藻節，并仅含靈異狸藻（U. peranomala）。2007年，胡光萬描述了莽山狸藻（U. mangshanensis）並將它置於該節。卡緬斯基狸藻節的兩種狸藻皆為中國特有種。